# Repräsentantenhaus von Arkansas
Das Repräsentantenhaus von Arkansas (Arkansas House of Representatives) ist das Unterhaus der Arkansas General Assembly, der Legislative des US-Bundesstaates Arkansas.
Die Parlamentskammer setzt sich aus 100 Abgeordneten zusammen, die jeweils einen Wahldistrikt repräsentieren. Jede dieser festgelegten Einheiten umfasst eine Zahl von durchschnittlich 26.734 Einwohnern (Stand 2000). Die Abgeordneten werden jeweils für zweijährige Amtszeiten gewählt. Ferner wurde durch den 73. Zusatz zur Staatsverfassung von Arkansas eine Beschränkung der Amtszeiten auf drei Amtsperioden (sechs Jahre) vorgenommen.
Der Sitzungssaal des Repräsentantenhauses befindet sich gemeinsam mit dem Staatssenat im Arkansas State Capitol in Little Rock.

## Struktur der Kammer
Der Vorsitzende des Repräsentantenhauses ist der Speaker of the House. Er wird jede zwei Jahre durch die Mitglieder der Kammer gewählt. Der Speaker ist für den Ablauf der Gesetzgebung verantwortlich und überwacht die Abstellungen in die verschiedenen Ausschüsse. Als Speaker fungiert seit Juni 2019 der Republikaner Matthew Shepherd.
Weitere wichtige Amtsinhaber sind der Mehrheitsführer (Majority leader) und der Oppositionsführer (Minority leader), die von den jeweiligen Fraktionen gewählt werden. Majority leader ist der Republikaner Marcus Richmond, Minority leader die Demokratin Tippi McCullough.

## Ausschüsse
Die Parlamentskammer hat zehn ständige Ausschüsse:
- Education
- Judiciary
- Public Health, Welfare & Labor
- Public Transportation
- Revenue and Taxation
- Aging, Children & Youth
- Legislative & Military Affairs
- Agriculture, Forestry & Economic Development
- City, County and Local Affairs
- Insurance and Commerce
- State Agencies and Governmental Affairs

Jeder Abgeordneter ist in zwei ständigen Ausschüssen tätig und jeder Ausschuss hat 20 Mitglieder. Die Vorsitzenden und ihre Stellvertreter werden durch den Speaker aus den jeweiligen Ausschussregister ausgewählt. Ferner fungieren zwei ausgewählte Ausschüsse ausschließlich innerhalb der Kammer. Die Mitglieder des Ausschusses werden durch den Speaker ernannt. Bei den Ausschüsse handelt es sich, um das House Committee on Rules und das House Management Committee. Das House Committee on Rules untersucht alle geplanten Prozesse, die die Tagesordnung, die Haus- und Verbindungsrichtlinien betreffen. Ferner überprüft es alle gesetzlichen Handlungen bezüglich Spirituosen, Zigaretten, Tabak, Tabakprodukte, Münzspielautomaten, Verkaufsautomaten, Lobbyarbeit, Moralkodex, Wetten und ähnlichen Gesetzen. Das House Management Committee arbeitet direkt mit dem Speaker zusammen und überwacht die Tätigkeiten der Abgeordneten. Zu deren Verpflichtungen gehört die Einstellung und Überwachung des Kammerpersonals, die Entwicklung der Mitarbeiterpolitik und -verfahren, sowie die Überwachung des Anlagengebrauchs und -wartung.
Die Abgeordneten sind auch in fünf Ausschüssen tätig, die zusammen mit dem Senat arbeiten. Diese sind: Joint Budget, Joint Retirement and Social Security Programs, Joint Energy, Joint Performance Review and Joint Committee on Advanced, Communications and Information Technology. Die Mitglieder des Joint Budget Committee werden durch Peers aus den jeweiligen Wahlbezirken gewählt. Die Mitglieder der anderen Joint Committees werden durch den Speaker ernannt.

## Zusammensetzung nach der Wahl im Jahr 2022
| Partei | Partei                 | Abgeordnete |
| ------ | ---------------------- | ----------- |
|        | Republikanische Partei | 82          |
|        | Demokratische Partei   | 18          |
| Summe  | Summe                  | 100         |